# كارلو باليرمو
كارلو باليرمو هو محامي ورجل قضاء وقاضي وسياسي إيطالي، ولد في 28 سبتمبر 1947 في أفيلينو في إيطاليا. نشط حزبياً في The Network (political party) ‏. وقد انتخب عضو مجلس النواب في الجمهورية الإيطالية ‏.